# Božena (kněžna)

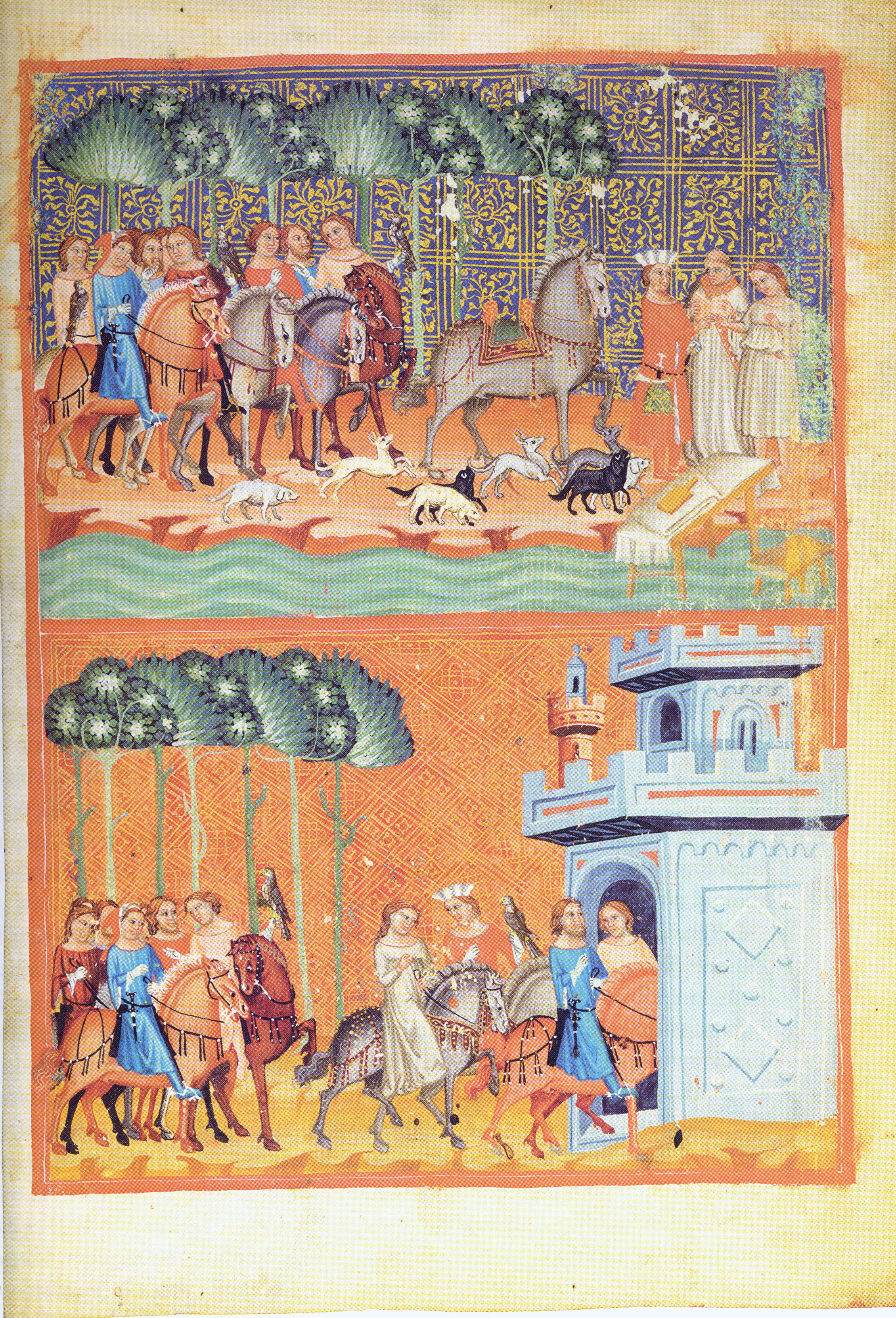
Příběh Oldřicha a Boženy (Dalimilova kronika)

Božena (Křesinova) († po 1052, Bozena, que fuit Krezine) byla druhá manželka Oldřicha a česká kněžna, matka knížete Břetislava I. Tato kněžna byla jedinou neurozenou panovnicí na českém trůně, neboť to byla žena z lidu. Kronikáři ji však považovali za skutečnou českou kněžnu, ne za pouhou milenku Oldřicha.

## Setkání Oldřicha a Boženy
Kronikář Kosmas (asi 1045 – 1125) popisuje ve své Kronice české celý příběh setkání knížete s prý půvabnou neurozenou ženou následovně:
| „ | Knížeti Oldřichovi se z řádného manželství pro neplodnost choti nenarodil žádný potomek, avšak z jakési ženy jménem Boženy, jež byla Křesinova, měl syna neobyčejně sličného, jemuž dal jméno Břetislav. Jednoho dne totiž, vraceje se skrze selskou ves z lovu, uviděl řečenou ženu, jak pere roucha u studánky, a prohlédnuv si ji od hlavy až k patě, vpil do hrudi nesmírný žár lásky. Kníže poslav ihned pro ni, pojal ji v manželství, staré však manželství nerozvázal, protože toho času každý, jak se mu líbilo, směl míti dvě i tři ženy nebylo hříchem unésti manželku bližního ani manželce vdáti se za ženatého muže… | “ |

Kronikář Václav Hájek z Libočan o několik století později (konec 15. století – 1553) ve své Kronice české píše o setkání knížete Oldřicha s Boženou toto:
| „ | I přihodilo se dne jednoho, když se s lovu navracoval a jel skrze jednu ves, jížto bylo jméno Opučna, i uhlédal prostřed vsi, ana stojí u studnice dívka velmi krásné postavy, praní šatuov nechavši, tvář svú na kníže a jeho služebníky obrátila. I řekl jest kníže svým služebníkům: »Vidíteli tuto krásnú pannu?« I odpověděli: »Ctný kníže a pane náš, vidíme.« A on jim řekl: »Věřte mi jistě, že jest toto div nemalý, že tato véska velmi chaterná mohla takové krásné stvoření uroditi. Optajte se jí, prosím vás, které jest její jméno.« To oni když sú učinili, ochotnu tváří odpověděla řkúc: »Jest mé jméno Božena.« Ohrátiv se kníže k svým služebníkům řekl: »Jistě vám pravím, že tato Božena bude má žena.« | “ |

### Kosmovo pojetí pověsti

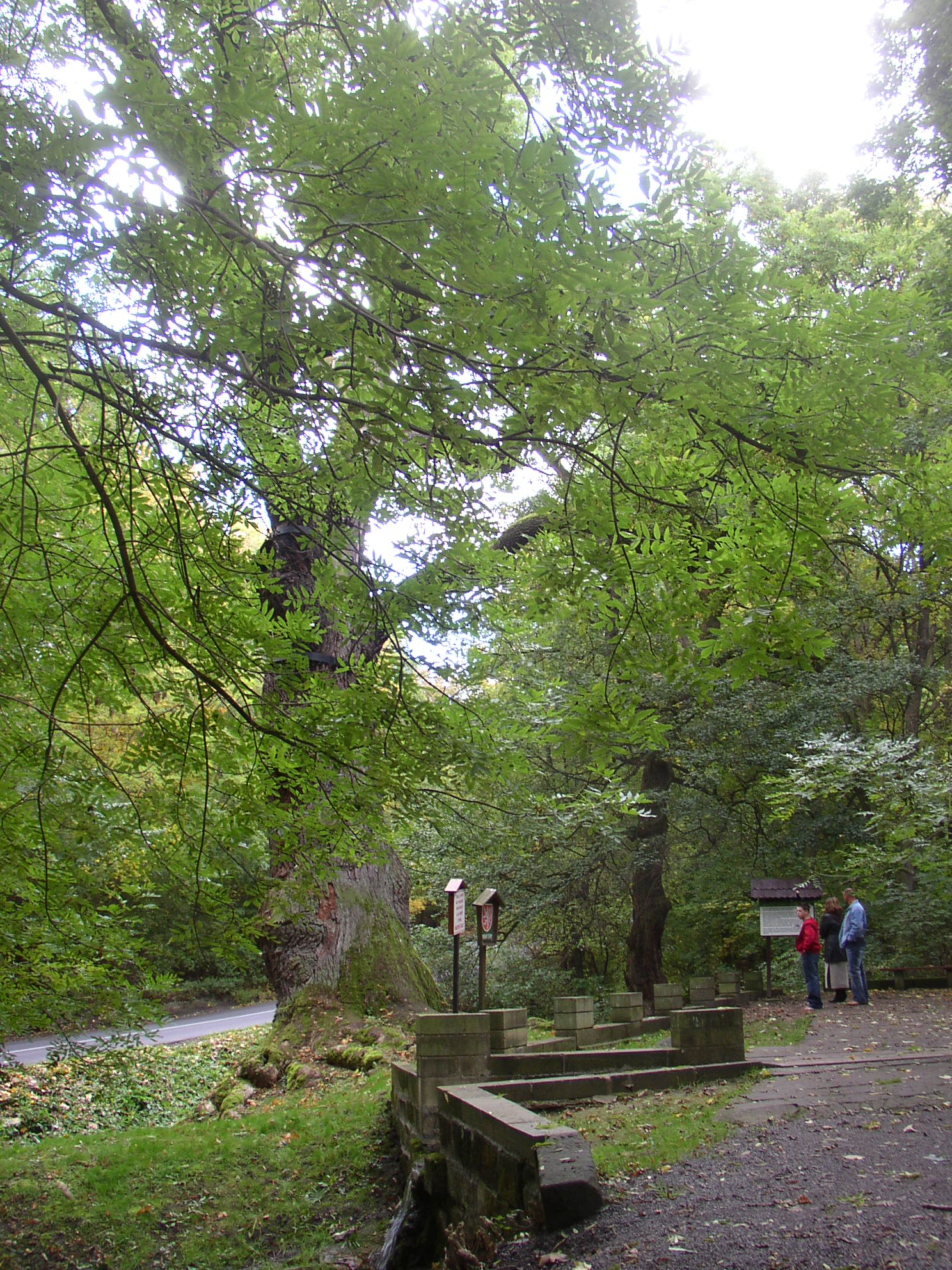
Oldřichův dub v Peruci, kde se setkali Oldřich a Božena.

Je možné, že se Kosmas podobně jako u jiných svých příběhů inspiroval reáliemi z ciziny, které poznal během svého pobytu v Lutychu. Budoucí anglický král Vilém I. Dobyvatel byl synem normandského vévody Roberta a Arlette, pouhé dcery kožešníka. Jméno Křesiny, který byl Boženiným příbuzným, otcem nebo manželem, se podobá latinskému výrazu pro kožešníka – „crusinarius“. Pojetí pověsti pouze jako převzatý mýtus odporuje skutečnosti, že kněžna Božena byla reálnou postavou a že na Peruci dodnes stojí tisíciletý strom z téže doby – Oldřichův dub.

## Svatba Oldřicha a Boženy
Kronikář Václav Hájek z Libočan (konec 15. století – 1553) ve své Kronice české píše o svatbě knížete Oldřicha s Boženou toto: Zamilovaný kníže poslal do vsi posly s bohatými dary, aby Boženu přivezli na jeho sídlo do Postoloprt. „A on, pojav ji za ruku, hned s ní před kněze předstoupil a tu hned vstoupil ve svatý svazek manželský. Pak s Boženou odjel na Vyšehrad a svolal knížata, aby jim manželku představil. Ti nebyli ženou neurozeného původu nadšeni, neboť to odporovalo tehdejším zvyklostem. Rozhněvaný Oldřich jim však řekl:
| „ | Méně jsem vám uškodil, že jsem českou selku za ženu pojal, než bych německého císaře dceru sobě za manželku vzal? Kde byste chtěli brát tlumočníky, kdybyste každý z vás chtěl něco před svou kněžnou činiti? Němkyně chtěla by německou čeleď míti a já z vašich statků musel bych jim hojnou službu platit. Pro hojnou službu mnoho Němců naběhlo by do této země a jen těžko bych je pak odsud dostával. | “ |

### Hájkovo pojetí pověsti
Kronikář Hájek vypráví pověst s výrazným vlasteneckým podtextem, neboť je zdůrazněna vyšší hodnota národnosti než urozenosti. Nemluví také o tom, že Oldřich i Božena byli v té době oba ženatí. Podle křesťanské morálky tak šlo o sňatek nelegitimní. I v době života kronikáře Hájka by byl takový sňatek skandální, pravděpodobně proto tuto okolnost zamlčuje.
I další život Boženy je hodnocen velmi pozitivně, neboť ji kronikář Hájek popisuje jako „šlechetnou ženu, kteráž tak mravně a poctivě uměla se k jednomu každému zachovati, jako by od svého dětství netoliko na knížecím, ale i na císařském dvoře byla vychována.“

## Legendy a historie
V kronikách a pak i dalších dílech je setkání Oldřicha s Boženou popsáno mnohokrát. K podobným situacím totiž v tehdejší společnosti docházelo jenom zcela výjimečně, a proto se jejich příběh stal legendou.  
Pokud byla Božena skutečnou historickou postavou, k jejímu setkání s Oldřichem mohlo dojít kolem roku 1001, tedy nedlouho před Oldřichovou emigrací z Čech. Odešel by tedy ze země nejen s matkou a bratrem, ale nejspíš i těhotnou druhou manželkou nebo tehdy jen milenkou. Skutečnost ale mohla být mnohem prostší. Zvyk v té v době byl takový, že pokud byla manželka panovníka neplodná, vybrala mu jednu ze svých dívek, v tomto případě tedy Boženu. Z dětí Oldřicha a Boženy známe jen syna Břetislava, příštího přemyslovského panovníka.
Po manželově smrti v roce 1034 se pravděpodobně stáhla do ústraní do Staré Boleslavi. Svého muže přežila o 18 let a zemřela v roce 1052. Její syn Břetislav ji měl v úctě a její ostatky nechal pohřbít v kostele sv. Václava ve Staré Boleslavi, tedy na jednom z nejposvátnějších míst Přemyslovců. Můžeme to považovat za důstojnou poctu pro ženu, která jistě neměla lehký život, a přesto se zasloužila o to, aby rod Přemyslovců nevyhynul.

### V kultuře
- O Oldřichovi a Boženě napsal stejnojmennou divadelní hru František Hrubín, podle níž pak v roce 1984 režisér Otakar Vávra natočil stejnojmenný film
- O Oldřichovi a Boženě pojednává 17. část animovaného seriálu Dějiny udatného českého národa

| Česká kněžna?     | Česká kněžna?     | Česká kněžna?                 |
| ----------------- | ----------------- | ----------------------------- |
| Předchůdce: Juta? | ? Božena (kněžna) | Nástupce: Jitka ze Svinibrodu |